# Santacara
Santacara – gmina w Hiszpanii, w Nawarze, o powierzchni 33,96 km². W 2011 roku gmina liczyła 922 mieszkańców.

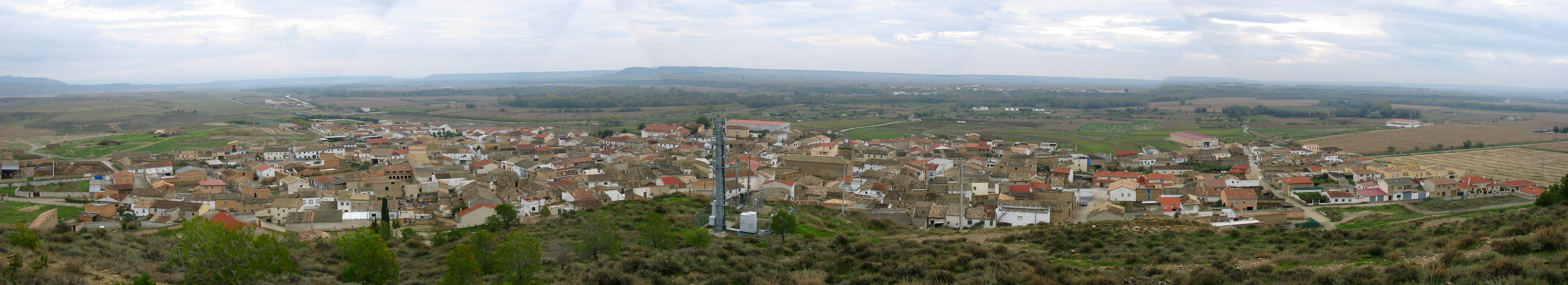
Panorama Santacary.